# 少女＊領域
《少女＊領域》（オトメ＊ドメイン）是PALETTE QUALIA於2016年6月24日發售的戀愛冒險類型成人遊戲，2022年12月23日發售中英文版。2015年12月24日於音泉開始播放網路廣播節目《少女＊領域 RADIO＊MAIDEN》。2017年9月29日發售OVA。

## 系統
玩家在進行遊戲時主要以男主角視點進行，隨故事發展會不定時出現選項給玩家選擇，玩家需要根據自己的目標對象選擇適當選項才能繼續進行遊戲，最後根據玩家所選的選項進入女主角的結局。另外隨著故事發展的進度會不時新增附加故事。

## 故事
在唯一親人過世後，沒有親人依靠的飛鳥湊在西園寺風莉帶領下以女裝身份來到大小姐學校「白鈴女子學園」。

## 角色

### 主要角色
飛鳥湊（／），聲：歩サラ
本作男主角，白鈴女子學園二年級學生，在唯一的親人祖母過世後被風莉收養。文武雙全，家务万能，在湊與風莉等人居住的第二宿舍中包辦了所有家務事，也因此在學園新聞部的票選中成為了“全校最適合當妻子的人選”第一名。
生日：5月22日（雙子座）　血型：O型　身高：158cm
西園寺風莉（／），聲：杏花
生日：12月7日（射手座）　血型：A型　身高：155cm　三圍：B79/W58/H82
白鈴女子學園的理事長，財閥的大小姐，湊的同學，表面上是優等生，實際上並不擅長學習，自理能力極差。因小時候受到過當時家中女僕——湊的祖母照顧而收養了湊。與湊住在宿舍的同一個房間內。
貴船柚子（／），聲：上田朱音（遊戲）；花影蛍(OVA)
生日 : 4月3日（牡羊座）　血型：O型　身高：162cm　三圍：B94/W60/H86
湊的同學，新聞部的部長。不擅長做家務，“黑暗料理”制作者，非常喜歡有濃厚味道的發酵食品。與湊、風莉住在同一宿舍。
大垣日向（／），聲：姫川あいり
生日 : 2月4日（水瓶座）　血型：AB型　身高：148cm　三圍：B84/W56/H80
白鈴女子學園一年級學生，學園圖書館委員。自稱為東方將軍，魔王軍四天王之一。經常會做出中二病的言行舉止，但其實個性非常乖巧，做錯事被訓斥時會老實的向別人道歉。是个看似豪爽，但是却非常在意别人对她的看法的人。

### 其他角色
皆見美結（／），聲：鶴屋春人
生日：9月25日（天秤座）　血型：A型　身高：154cm　三圍：B77/W59/H83
湊的同學，與柚子同屬於新聞部，出身於普通家庭的學生，父母為了培養他的氣質努力湊出學費讓他就讀鈴女，但可惜的是他的成績非常不佳。
那波七海（／），聲：七瀨輪
生日：8月8日（獅子座）　血型：B型　身高：161cm　三圍：B83/W61/H86
白鈴女子學園的數學老師和湊的班級老師，擔任第二宿舍的管理員，非常討厭麻煩的事情，但還是非常照顧風莉等人。
湊的祖母
原本在西園寺家擔任風莉年幼時的奶媽的女僕，因湊的父母過世後為了照顧無依無靠的湊而辭職，教導湊許多跟家務有關的技巧和泡紅茶的技術。故事開始時已成為故人，臨終前住院的期間曾拜託來探望他的風莉在自己過世後照顧沒有任何親人的湊，同時也告訴湊要幫忙照顧風莉。

## 主題曲
片頭曲「LOVING TRIP」
作詞/作曲：rino　編曲：chokix　歌：yozuca*
OVA作為片尾曲使用。
片尾曲「ミライメロディ」
作詞：rino　作曲：yozuca*　編曲：lotta　歌：yozurino*
OVA作為插入曲使用。

## OVA
《少女＊領域 THE ANIMATION》是由T-REX製作的成人動畫，於2017年9月29日發售。

## 網路廣播
《少女＊領域 RADIO＊MAIDEN》是《少女＊領域》的宣傳節目，同時也作為同一廣播電台《ほめられてのびるらじおZ》的姊妹節目，於2015年12月24日到2020年12月24日在音泉網路廣播電台播放共128回，每隔周星期四更新，簡稱，由飾演飛鳥湊的以及飾演西園寺風莉的杏花擔任主持人。2016年7月17日舉辦公開錄音活動。2017年3月15日，於第3回Anime Radio Award的一般組別獲得，是首次有以成人遊戲作為原作的廣播節目獲得獎項。同月亦邀請到曾經在自己的廣播節目
盛讚RADIO＊MAIDEN的鷲崎健當來賓。

## CD
オトメ*ドメイン Original Soundtrack
2016年8月12日在Comic Market 90發售的遊戲原聲帶，總共收錄30首樂曲。
オトメ＊ドメイン RADIO＊MAIDEN
2016年5月25日發售的廣播CD。

## 評價
《少女＊領域》在萌系遊戲大賞獲得六月的月間賞和2016年話題金賞。另外在Getchu舉辦的美少女遊戲大獎2016（美少女ゲーム大賞2016）中獲得綜合部門、繪圖部門第9名、角色部門飛鳥湊第1名、大垣日向第16名。

## 争议
2017年10月播出的《干物妹！小埋R》第3集中出现疑似游戏《少女*领域》风格的游戏UI。10月24日游戏官方发推声称正在调查此事。11月27日游戏官方发推声称已与动画制作组协商，将UI素材使用权授权给《干物妹！小埋R》制作组。并将成为《干物妹！小埋R》协作伙伴。

## 外部連結
- ぱれっとクオリア （页面存档备份，存于）（日語）
- 廣播官方網站 （页面存档备份，存于）音泉（日語）
- 《少女＊領域》在視覺小說數據庫的頁面 （英文）